# Печери Кампанет
Пече́ри Кампане́т або Куе́вас-де-Кампане́т (кат. Coves de Campanet, ісп. Cuevas de Campanet) — комплекс печер на південних схилах гори Сан-Мігель в Серра-де-Трамунтана біля муніципалітету Кампанет (від якого походить назва). Розташовані на півночі острова Мальорка (Балеарські острови) в Іспанії.

## Опис
Печери охоплюють територію 3 200 м² і розташовані на глибині 50 метрів від поверхні, утворюючи порожній простір близько 16 000 м³. Характеризуються тонкістю і багатством своїх вапняних відкладень у вигляді сталактитів і сталагмітів.
У печерах знайдені численні рештки балеарського козла (Myotragus balearicus), ендемічного виду островів Мальорка і Менорка, який вимер близько 4 000 років тому, після появи на островах людини у зв'язку з прирученням та полюванням на них. Балеарський козел перебрався на Балеарські острови під час висихання середземноморського басейну у Мессинський період. Їхні предки залишились ізольованими від материка у період пліоцену.
У натічних греблях — гурах, що знаходяться в деяких печерних залах, знайдені різні види ракоподібних. Також тут зустрічається м'ясоїдний сліпий жук Henrotius jordai, ендемік острова Мальорки, який був описаний у 1914 році австрійським ентомологом Едмундом Райттером.

## Історія відкриття
З метою перетворення сухих фермерських угідь Со-на-Пач у родючі землі, власник маєтку Гільєм Торрес-і-Кладера ініціював пошуки води. У червні 1945 року, фермер Бартомеу Палоу-і-Беннассер випадково знайшов печеру під час розширення у горі невеликого отвору, з якого йшов невеликий потік повітря. Наступного року тут розпочались роботи з підготовки печер до візитів.
Роботи тривали до 1948 року. Перший доступ зі сходами створив Бартомеу Чінета. Антоні Сальва-і-Торрес отримав дозвіл на пертворення печер у туристичний маршрут, і зрештою, викупив їх. Архітектор Жузеп Феррагут спроектував прилеглі будівлі, сходи і сад, а також доріжки і тунель. Печери були відкриті для відвідування 10 листопада 1948 року.

## У мистецтві
Печери надихали художників, зокрема Касіміра Мартінеса Таррассо́ (1900—1980), який у 1948 році присвятив їм серію картин; та поетів, таких як Бартомеу Гуасп-і-Желаберт (1893—1976), який написав оду «Печери Сан-Мігель» (1949). Печери також були використані як локації для зйомок кінофільмів.